# Monte Alfeo
Il monte Alfeo (munte Arfé in ligure) è una montagna, alta 1.651 m. s.l.m. dell'Appennino Ligure situata ai confini tra la Provincia di Genova e quella di Piacenza

## Descrizione
L'Alfeo è una delle montagne più belle e imponenti dell'Appennino ligure, interamente posta nel territorio del Comune di Ottone. Sorge sul lato sinistro della Val Trebbia, tra la val Boreca a nord e la val Borbera a sud. Situato nel cuore delle quattro province fa parte del Gruppo del Monte Antola. Ha l'aspetto di una grande piramide isolata, con i fianchi ripidi, in gran parte coperti da boschi, costituiti da estesi castagneti, retaggio delle popolazioni che abitarono queste valli, e da faggete alle quote più alte.
Il versante settentrionale, molto ripido e interamente boscoso, ospita piccole frazioni del comune di Ottone: Belnome, Campi, Tartago, Pizzonero e Suzzi. Sul versante meridionale, invece, dove si trova la frazione di Bertone, appartenente al Comune di Ottone, la vegetazione copre i fianchi della montagna fino a 1500 metri di altezza, per poi lasciare il posto ad estesi prati contornanti la vetta, sulla quale si trova una statua della Madonna.

## Accesso
Il monte Alfeo è raggiungibile:
- da Gorreto, ultimo comune ligure della val Trebbia, con un itinerario della F.I.E. che, salendo con comoda mulattiera, perviene all'abitato di Bertone, oggi in gran parte recuperato. Da qui, si abbandona il segnavia F.I.E. (che prosegue per il monte Carmo), per seguire quello bianco e rosso del CAI che, attraversando una bellissima faggeta, esce su prati aperti e guadagna la vetta. Il tempo di salita è di circa 3 - 3,30 ore, per superare un dislivello di circa 1.100 metri.
- Da Ottone, in particolare dalla frazione di Campi, con i sentieri segnati dal CAI di Piacenza.  Il tempo di salita è di circa 3 ore, per un dislivello di circa 1.140 metri
- Dalle Capanne di Carrega, in provincia di Alessandria, superando 995 m di dislivello (645 m all'andata e 350 m al ritorno), itinerario descritto in dettaglio sul periodico Alpennino, [2] dell'intersezionale CAI della provincia di Alessandria.